# Caijiagang, Chongqing
Caijiagang (kinesiska: 蔡家岗) är ett stadsdelsdistrikt i sydvästra Kina. Det ligger i stadsdistriktet Beibei  i storstadsområdet Chongqing, omkring 22 kilometer nordväst om det centrala stadsdistriktet Yuzhong. Antalet invånare är 35 564. Befolkningen består av 16 910 kvinnor och 18 654 män. Barn under 15 år utgör 10,0 procent, vuxna 15–64 år 78 procent och äldre över 65 år 11,0 procent.